# Совєтнікова Галина Олександрівна
Совєтнікова Галина Олександрівна (14 листопада 1955) — російська академічна веслувальниця.
Бронзова призерка Олімпійських Ігор 1980 року в складі розпашної четвірки зі стерновою.